# 瓦力欧制造
《瓦利歐製造》（神游官方在大陆译作「瓦力欧制造」）是一款由任天堂开发第一部开发，并由任天堂发行的动作游戏，官方称其分类为“瞬间动作游戏”。游戏于2003年3月21日在GBA平台发售，也是瓦里奥制造系列的第一作。 在本作的设定中，玩家为了测试瓦里奥和朋友们开发的小游戏，需要游玩许多耗时在5秒左右的小游戏。

2023年2月9日在任天堂Switch Online + 擴充包上全球發行，但不包括亞洲地區的韓國。